# Cavenago d'Adda
Castiglione d'Adda là một đô thị ở tỉnh Lodi, trong vùng Lombardia của Italia. Đô thị này có diện tích 13,11 km2 và dân số theo điều tra ngày 31/12/2004 là 4750 người.